# Ostrolútxie
Ostrolútxie (en rus: Остролучье) és un poble de l'óblast de Tambov, a Rússia, segons el cens del 2010 tenia 130 habitants.